# Casalpusterlengo
Casalpusterlengo ist eine Stadt mit 15.630 Einwohnern (Stand 31. Dezember 2023) in der Provinz Lodi in der italienischen Region Lombardei.
Die Nachbargemeinden sind Brembio, Codogno, Ospedaletto Lodigiano, Secugnago, Somaglia, Terranova dei Passerini und Turano Lodigiano.
In Casalpusterlengo arbeitete der Unilever-Mitarbeiter, der in der italienischen Corona-Pandemie 2020 als „Patient Nr. 1“ ausgemacht worden ist. Der Ort wurde zur roten Zone erklärt.

## Ortsteile
Im Gemeindegebiet liegen neben dem Hauptort die Fraktionen Vittadone und Zorlesco, sowie die Wohnplätze Barona, Borasca e Boraschina, Buongodere, Olza und Tesoro.

## Söhne und Töchter der Stadt
- Francesco Agello (1902–1942), Testpilot
- Pietro Arcari (1909–1988), Fußballspieler
- Bassano Staffieri (1931–2018), römisch-katholischer Bischof
- Anna Maria Tarantola (* 1945), Managerin